# Coll de Sant Eusebi
El Coll de Sant Eusebi, o Coll Nou, és una collada dels contraforts nord-orientals del Massís del Canigó, a 792,7 metres d'altitud, en el límit dels termes comunals de Cornellà de Conflent i de Vernet, tots dos a la comarca del Conflent, de la Catalunya del Nord. Està situat a la zona nord-oriental del terme de Vernet, i al sud-est del de Cornellà de Conflent, molt a prop del triterme amb Fillols. És a prop al nord del poble de Vernet i al sud-est del de Cornellà de Conflent. Hi passa la carretera D - 27.